# 卵叶无柱兰
卵叶无柱兰（学名：Amitostigma hemipilioides）为兰科无柱兰属的植物，是中国的特有植物。分布于中国大陆的云南、贵州等地，生长于海拔2,400米至2,500米的地区，见于山坡阴湿处岩石缝中以及林下，目前尚未由人工引种栽培。